# ژان-ژاک آنو
ژان-ژاک آنو (به فرانسوی: Jean-Jacques Annaud) (زاده ۱ اکتبر ۱۹۴۳) کارگردان فرانسوی است.

## زندگی و حرفه
آنو در سال ۱۹۴۳ در یکی از شهرهای کوچک جنوب پاریس در شهرستان اسون زاده شد. او حرفه‌اش را با ساخت آگهی‌های بازرگانی در اواخر دهه شصت تا اوایل دههٔ هفتاد میلادی آغاز کرد. آنو نخستین فیلم بلند خود را در سال ۱۹۷۶ به نام سیاه و سفید رنگی کارگردانی کرد. این فیلم که بر پایه تجربیات شخصی او در طول خدمت نظامی‌اش در کامرون شاخته شده‌بود، جایزه اسکار بهترین فیلم غیرانگلیسی‌زبان را به‌دست‌آورد.
سومین ساخته او، جستجو برای آتش (۱۹۸۱) برنده دو جایزه سزار برای بهترین فیلم و بهترین کارگردان شد. در سال ۱۹۸۶ فیلم نام گل سرخ را با اقتباس از رمانی با همین نام اثر اومبرتو اکو کارگردانی کرد. این فیلم برنده دو جایزه بفتا و چندین جایزه سینمایی دیگر شد. آنو در سال ۱۹۸۹ برای دومین بار برنده جایزه سزار بهترین کارگردان به‌خاطر ساخت فیلم خرس شد. دیگر فیلم او هفت سال در تبت بر اساس رمانی از هاینریش هارر و با بازی برد پیت و دیوید تیولیس در سال ۱۹۹۷ ساخته شد.

## فیلم‌شناسی
- طلسم گرگ (۲۰۱۵)
- روز شاهین (۲۰۱۱)
- اعلیحضرت کوچک (۲۰۰۷)
- دو برادر (۲۰۰۴)
- دشمن پشت دروازه‌ها (۲۰۰۱)
- هفت سال در تبت (۱۹۹۷)
- نشان شجاعت (۱۹۹۵)
- عاشق (۱۹۹۱)
- خرس (۱۹۸۸)
- نام گل سرخ (۱۹۸۶)
- جستجو برای آتش (۱۹۸۱)
- سر داغ (۱۹۷۸)
- سیاه و سفید رنگی (۱۹۷۶)